# OVER THE TROUBLE
「OVER THE TROUBLE」（オーバー・ザ・トラブル）は、織田裕二の9枚目のシングル。

## 収録曲
編曲：松本晃彦
1. OVER THE TROUBLE
  - 作詞：康珍化／作曲：中崎英也
  - フジテレビ系ドラマ『お金がない!』主題歌
2. ひたすらな君だった
  - 作詞：戸沢暢美／作曲：井上慎二郎
3. OVER THE TROUBLE（オリジナル・カラオケ）